# エシティ
エシティ（スウェーデン語: Essity AB）は、スウェーデン・ストックホルムに本社を置き、世界約150か国で、パーソナルケア用品の製造・販売を行う多国籍企業グループ。日本ではユニ・チャームとの合弁により「TENA（テーナ）」のブランド名で事業を展開している。ナスダック・ストックホルム上場企業（Nasdaq Nordic ESSITY A、Nasdaq Nordic ESSITY B）。

## 沿革
2017年6月15日、パルプ・製紙会社のスベンスカ・セルローサ（SCA）のパーソナルケア用品部門がIPOを認められ設立された。販売ブランドとしては「TENA」「Tork」「Leukoplast」「Libero」「Libresse」「Lotus」「Nosotras」「Saba」「Tempo」「Vinda」「Zewa」など多数を持つ。
エシティの前史は、パルプ・製紙会社のSCAが1975年、ヨーテボリに拠点を持つパーソナルケア用品大手のメンリッケ（Mölnlycke）を買収（1997年に売却、現在のメンリッケヘルスケア）したことに始まる。SCAはその後、1995年にドイツ・バイエルン州に拠点を持つPapierwerke Waldhof-Aschaffenburg（PWA）を買収、2004年、アメリカ合衆国・テネシー州のInternational Paperからティッシュペーパー・パーソナルケア用品部門を買収、2007年にはプロクター・アンド・ギャンブルから、ヨーロッパ地域のティッシュペーパー・タオル事業を買収した。また同年から中国のティッシュペーパー製造業者のVindaの株式取得を進め、その後韓国や東南アジアでの事業をVindaに統合する形で事業の再編成を行い、この過程でSCAはパーソナルケア用品の世界大手に成長していた。

## 日本における事業
日本では、ユニ・チャームとの合弁企業であるユニ・チャームメンリッケ株式会社が1997年に設立され、「TENA（テーナ）」のブランド名で排泄ケア用品の事業を行っている。同社は東京（元赤坂）に拠点を持つ。TENAは1970年代以降、SCAの尿失禁用品のブランドとなり、メンリッケのブランドとされた一時期を経て、現在はエシティの尿失禁分野のブランドと位置づけられている。